# Saint-Germain-de-Marencennes
Saint-Germain-de-Marencennes korábbi község Franciaországban, Charente-Maritime megyében. Lakosainak száma 1190 fő (2018. január 1.). Saint-Germain-de-Marencennes Genouillé, Landrais, Muron, Péré, Surgères és Vandré községekkel határos.
2018. január 1-jén Péré korábbi községgel egyesült és az így létrejött Saint-Pierre-La-Noue új község része lett.

## Népesség
A település népessége az elmúlt években az alábbi módon változott:
| Lakosok száma | 1204 | 1212 | 1279 | 1194 | 1190 |
|               | 2013 | 2015 | 2016 | 2017 | 2018 |